# Bom Jesus (Junco do Seridó)
Bom Jesus é um distrito brasileiro do município de Junco do Seridó, estado da Paraíba, subordinado a Região Metropolitana de Patos.